# Ryan Yates
Ryan James Yates (født d. 21. november 1997) er en engelsk professionel fodboldspiller, som spiller for Premier League-klubben Nottingham Forest.

## Klubkarriere

### Nottingham Forest

#### Lejeaftaler
Yates blev i 2016 rykket op på Nottingham Forests førstehold. Han blev kort efter i august af samme år udlejet til Barrow, som på dette tidspunkt spillede i den femtebedste række. Efter at have imponeret i den halve sæson os Barrow, blev han i januar 2017 kaldt tilbage fra lejeaftalen, med formål om at udleje ham til et hold i en bedre række. Han blev den 31. januar 2017 udlejet til League One-holdet Shrewsbury Town.
Yates blev igen udlejet i 2017-18 sæsonen, hvor han tilbragte den første del af sæsonen hos Notts County, og den anden del hos Scunthorpe United.

#### Gennembrud
Yates fik chancen på Forests førstehold fra 2018-19 sæsonen. Han spillede i de første to sæsoner hovedsageligt som rotationsspiller, men lykkedes i 2020-21 sæsonen at etablere sig som en fast del af mandskabet. Yates havde i 2021-22 sæsonen sin hidtil bedste sæson i sin karriere, og blev kåret som del af årets hold i Championship.

## Titler
Individuelle
- Championship Årets hold: 1 (2021-22)